# Wicked Game
Wicked Game — песня Криса Айзека из альбома Heart Shaped World (1989).
Несмотря на то, что песня вышла в 1989 году, она стала хитом гораздо позже, после того как Дэвид Линч использовал её в фильме «Дикие сердцем». Ли Чеснат, директор радиостанции в Атланте, будучи поклонником фильмов Линча, включил песню в ротацию, после чего в январе 1991 года она стала мировым хитом, а в США заняла шестое место в чарте Billboard Hot 100.
На композицию выпустили кавер-версии следующие группы и исполнители: Stone Sour, A Perfect Circle, Three Days Grace, HIM, Parra For Cuva, Anna Naklab, Джемма Хейз, Therr Maitz, Widowspeak, «Элизиум», Theory of a Deadman, In Flames, London Grammar, Radio Tapok, Emika, 8452, Tenacious D.

## Видеоклип
Режиссёр клипа — Херб Ритц. Соавторство с Дэвидом Линчем. Съёмки проходили на Гавайях. В клипе снялась топ-модель Хелена Кристенсен. Он был снят в чёрно-белом варианте.

## Версия HIM
Финская рок-группа HIM записала кавер-версию песни, которая была выпущена в качестве сингла из альбома Greatest Lovesongs vol. 666. Песня вошла в 2 альбома HIM: Greatest Lovesongs vol. 666 и Razorblade Romance. Первый вариант кавер-версии Wicked Game был записан на демо This is Only The Beginning. Также песня присутствует на диске 666 Ways To Love: Prologue.

### Клипы
На композицию был снят видеоклип, имеющий несколько версий.
В 1996 году была снята первая версия, в которой музыканты выгуливают в парке собаку. Режиссёром стал Антто Меласниеми.
В 1998 году сингл поступил в продажу в Европе, вскоре после этого было снято первое профессиональное видео группы (и второе на данную композицию). Режиссёром для него стал Маркус Уолтер. Именно ему принадлежала идея снять первый клип в декорациях ледяной пещеры и готических руин. Во время съёмок клипа произошло недоразумение, повлёкшее, однако, за собой раскол группы. Режиссёр по ошибке посчитал HIM квартетом, поэтому пятый член группы, Антто, появляется в клипе всего лишь на несколько секунд в самом конце, в костюме снеговика.
В 2000 году новая версия сингла «Wicked Game» была выпущена в альбоме Razorblade Romance. Тогда же вышла так называемая «версия в баре».
В альбом композиция вошла под вторым номером (в финском издании — под третьим).

### Списки композиций
| №  | Название                  | Длительность |
| -- | ------------------------- | ------------ |
| 1. | «Wicked Game»             | 3:54         |
| 2. | «For You»                 | 4:00         |
| 3. | «Our Diabolikal Rapture»  | 5:20         |
| 4. | «Wicked Game» (666 Remix) | 3:58         |

| №  | Название      | Длительность |
| -- | ------------- | ------------ |
| 1. | «Wicked Game» | 3:54         |
| 2. | «For You»     | 4:00         |

| №  | Название                                 | Длительность |
| -- | ---------------------------------------- | ------------ |
| 1. | «Wicked Game» (Razorblade Mix)           | 3:36         |
| 2. | «When Love and Death Embrace» (Amnt mix) | 3:34         |
| 3. | «The Heartless» (Serdlidlim Mix)         | 3:11         |

| №  | Название                                 | Длительность |
| -- | ---------------------------------------- | ------------ |
| 1. | «Wicked Game» (Razorblade Mix)           | 3:36         |
| 2. | «When Love and Death Embrace» (Amnt mix) | 3:34         |